# AbiWord
AbiWord este un procesor de text multiplatformă (Microsoft Windows, Linux, Mac OS, QNX, FreeBSD sau Solaris) , liber, open source, cu aspect similar cu Microsoft Word, însă fără a avea toate funcționalitățile sale. Programul a fost inițiat de SourceGear corporation, condusă de Dom Lachowicz, dar este dezvoltat în continuare de un grup de voluntari. "Abi" din AbiWord este începutul cuvântului în spaniolă abierto, care înseamnă deschis, spre a indica faptul că este "open source".
Versiunea 1.0 a fost lansată în aprilie 2002, versiunea 2.0 în septembrie 2003, versiunea 2.2 în decembrie 2004, apoi versiunea 2.4 în septembrie 2005.
Cea mai recentă versiune stabilă pentru Microsoft Windows este AbiWord 2.6.8., din care există și o variantă portabilă pentru memorie flash USB.,
Programul are o interfață profesională, care oferă toate funcțiile necesare pentru redactarea de rapoarte, scrisori și alte documente. În plus, programul oferă o varietate de pluginuri care îi cresc funcționalitatea. Printre pluginurile disponibile, și ele tot gratuit, se află unele pentru editarea de imagini, enciclopedii, traduceri cu Babelfish și multe altele. AbiWord este oferit cu un corector de text integrat, pentru care se pot descărca dicționare în peste 30 de limbi (nu și în limba română), macro-uri pentru texte repetitive, opțiunea de salvare ca pagină web și multe altele.
AbiWord salvează implicit documentele în formate proprii:
- AbiWord (.abw, .zabw, abw.gz)
- AbiWord Template (.abwt)

dar documentele pot fi salvate și în cele mai uzuale formate:
- Text (.txt, .text)
- Rich Text Format (.rtf)
- HTML/XHTML (.html)
- Multipart HTML (.mht)
- Microsoft Word (.doc)
- Office Open XML (.docx)
- OpenDocument (.odt)
- Outlook Express Mail (.eml)

astfel că este capabil să lucreze cu aproape toate tipurile de documente standard, prelucrate cu programe precum Microsoft Word, Libreoffice, OpenOffice.org, sau WordPerfect.

## AbiWord 2.8.0.
În data de 27 octombrie 2009 a fost lansată versiunea AbiWord 2.8.0.
Această versiune permite munca în rețea a mai multor persoane la același document precum și adnotări sau comentarii în document. Altă noutate este posibilitatea de afișare simultană a mai multor pagini. De asemenea s-a îmbunătățit substanțial importul și afișarea imaginilor în format *.svg (Scalable Vector Graphics) și a documentelor în format *.odt (OpenDocument Format) și *.docx (Office Open XML).
În data de 29 octombrie 2009 a fost lansată și versiunea portabilă pe USB AbiWord Portable 2.8.1., pentru ca la 18 februarie 2010 să fie lansată versiunea 2.8.2.
Deoarece formatul de pagină implicit este "Letter" (215,9 x 279,4 mm), pentru a putea să se deschidă pagini noi în format "A4" (210 x 297 mm) se aplică un artificiu: se salvează o pagină setată în format A4 ca "Template" (A4.abwt) și se deschide aceasta.